# César (blauw druivenras)

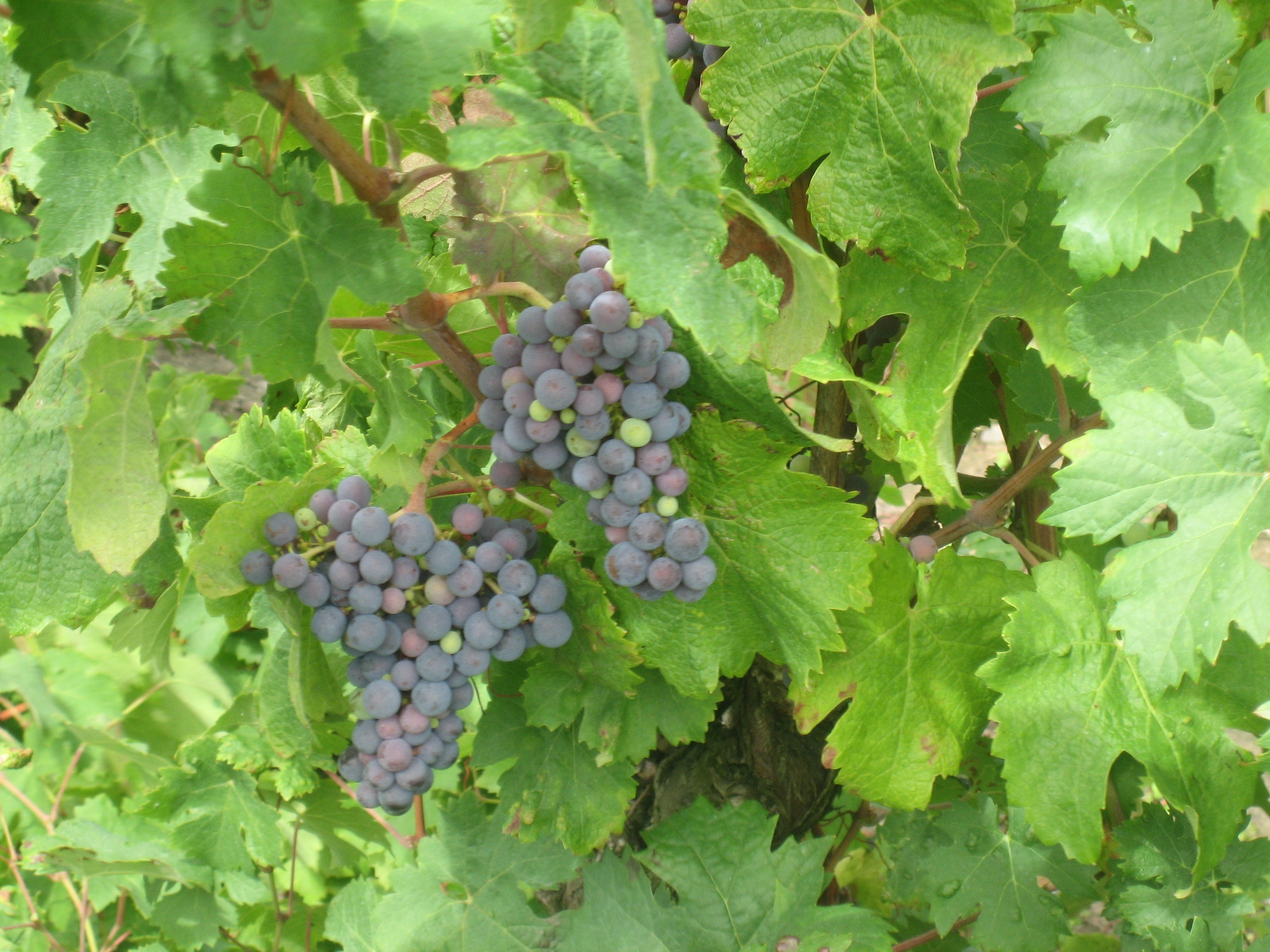
Blauw druivenras

De César is een blauwe Franse druivensoort die voorkomt in de wijnstreek Bourgogne.

## Geschiedenis
Rond 1780 werd voor het eerst gewag gemaakt van dit ras in het noorden van centraal Frankrijk, dus eigenlijk ten zuidoosten van Parijs, zoals in de Chablis. Maar tegelijkertijd ook in Irancy, ten zuidoosten van Auxerre. De echte bakermat schijnt te liggen nabij het dorpje Coulanges-la-Vineuse. DNA-onderzoek heeft duidelijk gemaakt dat deze variëteit een kruising is tussen de Pinot Noir en de Gänsfüsser. Deze beide ouders zijn ook een aanwijzing, dat deze druif uit die streken komt.

## Kenmerken
Krachtige groeier, die rond half september volledig rijp is en vanaf die tij dan dus ook geoogst kan worden. In het voorjaar is deze druif gevoelig voor te veel wind, terwijl later in het groeiseizoen ook meeldauw en valse meeldauw een negatieve rol kunnen spelen. 
Aroma's van rood fruit gaan gepaard met veel tannine, waardoor de wijn aan kracht wint en nog enige tijd bewaard kan worden. Daarom wordt deze druif ook gebruikt in een blend met bijvoorbeeld de Pinot Noir.

## Gebieden
Dit ras speelt nog maar een zeer, zeer bescheiden rol in Frankrijk, want meer dan 10 hectare in het noorden van de Bourgogne streek is er niet. Meer dan een eenvoudige wijn wordt er niet van gemaakt.

## Synoniemen[1]
- Ceear
- Ceelar
- Celar
- Gros Monsieur
- Gros Noir

- Picargneau
- Picargniol
- Picargniot
- Picarniau
- Picorneau

- Romain
- Romano
- Roncain